# (183) Istria
(183) Istria – planetoida z pasa głównego asteroid okrążająca Słońce w ciągu 4 lat i 245 dni w średniej odległości 2,79 j.a. Została odkryta 8 lutego 1878 roku w Austrian Naval Observatory w mieście Pula przez Johanna Palisę. Nazwa planetoidy pochodzi od półwyspu Istria, na którym leży miasto Pula.